# Francesco Sossai
Pour les articles homonymes, voir Sossai.
Francesco Sossai, né en 1989 à Feltre (province de Belluno), en Italie, est un réalisateur et scénariste italien.

## Biographie
Francesco Sossai naît en 1989 à Feltre, dans la province de Belluno. Il étudie la littérature anglaise et allemande à l'université « La Sapienza » de Rome, avant d'obtenir un diplôme en réalisation à l'Académie allemande du cinéma et de la télévision de Berlin.
Parmi ses œuvres, on trouve des films comme Altri Cannibali (en) (2021) et Il compleanno di Enrico (2023), qui ont été acclamés dans divers festivals internationaux.
Son film Un dernier pour la route (Le città di pianura), est un road movie se déroulant dans la région de la Vénétie. Il explore des thèmes tels que l'amitié et la transformation personnelle, alors que deux hommes d'âge mûr et un étudiant timide en architecture entreprennent un voyage qui bouleverse leur vision de la vie et de l'amour. Ce film figure dans la sélection Un certain regard au Festival de Cannes 2025.

### Formation
- Université de Rome « La Sapienza »
- Académie allemande du film et de la télévision de Berlin

## Filmographie partielle

### Au cinéma
- 2017 : Surfaces (court métrage)
- 2021 : Altri Cannibali (en)
- 2023 : Il compleanno di Enrico (court métrage)
- 2025 : Un dernier pour la route (Le città di pianura)

## Récompenses et distinctions
Festival international du film de Vancouver :
| Année | Travail nommé        | Catégorie               | Résultat |
| ----- | -------------------- | ----------------------- | -------- |
| 2022  | Altri Cannibali (en) | Vanguard (prix du jury) | Lauréat  |

Tallinn Black Nights Film Festival :
| Année | Travail nommé        | Catégorie                                                        | Résultat |
| ----- | -------------------- | ---------------------------------------------------------------- | -------- |
| 2021  | Altri Cannibali (en) | Meilleur premier long métrage (partagé avec Cecilia Trautvetter) | Lauréat  |

Busan International Short Film Festival :
| Année | Travail nommé           | Catégorie                                         | Résultat |
| ----- | ----------------------- | ------------------------------------------------- | -------- |
| 2024  | Il compleanno di Enrico | Meilleur court métrage international : Grand Prix | Lauréat  |

- Francesco Sossai : Récompenses, sur l'Internet Movie Database